# Listes de mines au Canada
Voici des listes de mines situées au Canada, triées par provinces et territoires et par type de production.

## Liste

### Par province et territoires
- Alberta
- Colombie-Britannique
- Manitoba
- Nouveau-Brunswick
- Terre-Neuve-et-Labrador
- Territoires du Nord-Ouest
- Nouvelle Écosse
- Nunavut (en)
- Ontario
- Île-du-Prince-Édouard
- Québec
- Saskatchewan
- Yukon

### Par production
- Liste de mines de charbon au Canada
- Liste de mines d'or au Canada